# 纳塔利诺村委员会
纳塔利诺村委员会（俄语：Натальинский сельсовет）是俄罗斯联邦阿穆尔州布拉戈维申斯克区所属的一个村委员会。其下辖有1个居民点，行政中心为纳塔利诺。据2016年统计，该村委员会的人口为308人。